# Torre Annunziata
Torre Annunziata är en stad och kommun  vid Neapelbukten nära Neapel i storstadsregionen Neapel, innan 2015 provinsen Neapel, i regionen Kampanien i södra Italien. Staden ligger öster om Torre del Greco, nära Pompeji och vid järnvägen Neapel-Salerno. Hamn. Fiske och kusthandel samt tidigare järnverk och tillverkning av vapen, papper och makaroner m.m. Födelseort av den italienske fotbollsspelaren Ciro Immobile.
År 1997 togs de arkeologiska områdena i Torre Annunziata upp på Unescos världsarvslista, tillsammans med dem i Pompeji och Herculaneum.